# Hemerodromia guangxiensis
Hemerodromia guangxiensis är en tvåvingeart som beskrevs av Yang 1991. Hemerodromia guangxiensis ingår i släktet Hemerodromia och familjen dansflugor. Inga underarter finns listade i Catalogue of Life.